# Vysoký Újezd (Beroun)
Vysoký Újezd è un comune della Repubblica Ceca facente parte del distretto di Beroun, in Boemia Centrale.